# Espagne au Concours Eurovision de la chanson 1987
L'Espagne a participé au Concours Eurovision de la chanson 1987 le 9 mai à Bruxelles, en Belgique. C'est la 27e participation espagnole au Concours Eurovision de la chanson.
Le pays est représenté par la chanteuse Patricia Kraus et la chanson No estás solo (en), sélectionnées en interne par la TVE.

## Sélection interne
Le radiodiffuseur espagnol, Televisión Española (TVE), choisit en interne l'artiste et la chanson représentant l'Espagne au Concours Eurovision de la chanson 1987.
| Artiste        | Chanson            | Langue   | Traduction       |
| -------------- | ------------------ | -------- | ---------------- |
| Patricia Kraus | No estás solo (en) | Espagnol | Tu n'es pas seul |

Lors de cette sélection, c'est la chanson No estás solo, interprétée par Patricia Kraus, qui fut choisie. Le chef d'orchestre sélectionné pour l'Espagne à l'Eurovision 1987 est Eduardo Leiva.

## À l'Eurovision

### Points attribués par l'Espagne
| 12 points | Italie      |
| 10 points | Irlande     |
| 8 points  | Portugal    |
| 7 points  | Belgique    |
| 6 points  | Yougoslavie |
| 5 points  | Pays-Bas    |
| 4 points  | Islande     |
| 3 points  | Norvège     |
| 2 points  | Finlande    |
| 1 point   | Allemagne   |

### Points attribués à l'Espagne
| 12 points | 10 points | 8 points | 7 points | 6 points |
| --------- | --------- | -------- | -------- | -------- |
|           | - Grèce   |          |          |          |
| 5 points  | 4 points  | 3 points | 2 points | 1 point  |
|           |           |          |          |          |

Patricia Kraus interprète No estás solo en 9e position lors de la soirée du concours, suivant le Portugal et précédant la Turquie.
Au terme du vote final, l'Espagne termine 19e sur 22 pays participants, ayant reçu 10 points au total, provenant tous de la Grèce,.